# 프로파일 (심리학)
프로파일(Profile)은 심리학에서 어떤 개인의 심리적, 행동적 반응결과에서 일반적이거나 특징적인것을 해석함으로써 얻어지는 통합적인것을 목표로하는 유효한 데이터를 가리킨다. 일반적이거나 특정한 상황과 영역에서 개인의 행동을 좀더 합리적이고 효과적인 것으로 표현하는데 도움을 주는 것이 목적이다.
한편 산업 전반에 걸쳐서 생산성의 효율이나 범죄학에서 사용되는 프로파일링은  이를 활용한 특수한 경우이며 기본적으로 프로파일은 개인의 심적 부담에대한 지원과  긍정적 행동을 위한 기초자료로 활용된다.

## 같이 보기
- 에피소드